# ساداکو اوگاتا
ساداکو اوگاتا (انگلیسی: Sadako Ogata؛ زاده ۱۶ سپتامبر ۱۹۲۷ – درگذشته ۲۲ اکتبر ۲۰۱۹) یک سیاست‌مدار، یک آکادمیک، دیپلمات، نویسنده، مدیر و استاد برجسته اهل ژاپن در دانشگاه صوفیه کلیسای کاتولیک رومی بود. او به‌طور گسترده به عنوان رئیس دفتر کمیساریای عالی سازمان ملل متحد برای پناهندگان (UNHCR) از سال ۱۹۹۱تا ۲۰۰۰ و همچنین در سمت‌هایی از جمله به عنوان رئیس هیئت اجرایی یونیسف از سال ۱۹۷۸تا ۱۹۷۹ و به عنوان رئیس سازمان بین‌المللی ژاپن شناخته شده بود. 
ساداکو علاوه بر این در آژانس همکاری بین‌المللی ژاپن (جایکا) از سال ۲۰۰۳ تا ۲۰۱۲، همچنین به عنوان مشاور کمیته اجرایی سازمان ملل متحد در ژاپن (JMUN) خدمت کرد.

## زندگي اوليه و تحصيلي
او در 16 سپتامبر1927 متولد شد: پدر دیپلمات حرفه ای، تویویچی ناکامورا (که در سال 1943 سفیر ژاپن در فنلاند شد) و نام اصلی او ساداکو ناکامورا بود. مادر او دختر کنکیچی یوشیزاوا وزیر امور خارجه و نوه نخست وزیر اینوکای تسویوشی بود که در چهار سالگی به دلیل مخالفت با نظامی گری ژاپن ترور شد که ترور او پایان کنترل غیرنظامیان بر ارتش ژاپن بود تا بعد از آن. جنگ جهانی دوم. او در توکیو، ژاپن به دنیا آمد و به دلیل شغل پدرش، از 4 تا 8 سالگی در ایالات متحده زندگی کرد (او در مدرسه Catlin Gabel در پورتلند تحصیل کرد) و همچنین در زمان اشغال ژاپن از 8 تا 10 در چین زندگی کرد. پدرش قبل از بازگشت خانواده به ژاپن، کنسول ژاپن در گوانگژو و هنگ کنگ بود. مدرک لیسانس در ادبیات انگلیسی. اگرچه تحصیل در خارج از کشور برای یک زن ژاپنی در آن زمان معمول نبود، او جرأت کرد در دانشگاه جورج تاون و دانشکده خدمات خارجی ادموند آ. والش تحصیل کند و مدرک کارشناسی ارشد در روابط بین الملل دریافت کند. او می خواست دلیل ورود ژاپن به یک جنگ تهاجمی بی پروا را مطالعه کند، جنگی که پس از ترور پدربزرگش، نخست وزیر اینوکای تسویوشی، ترمز نشد. دانشگاه کالیفرنیا، برکلی در سال 1963، پس از اتمام پایان نامه ای در مورد سیاست پشت بنیان Manchukuo. این مطالعه علل حمله ژاپن به چین را مورد تجزیه و تحلیل قرار داد. در مورد زندگی شخصی او، در سال 1960 با شیجورو اوگاتا ازدواج کرد و نام او از ساداکو ناکامورا به ساداکو اوگاتا تغییر کرد. در سال 1965، او مدرس دانشگاه بین المللی مسیحی در توکیو شد. پس از سال 1980، او به تدریس سیاست بین‌الملل در دانشگاه سوفیا در توکیو: به عنوان استاد و سپس رئیس دانشکده مطالعات خارجی تا زمان خروجش برای پیوستن به UNHCR در سال 1991 منصوب شد.

## حرفه
سازمان ملل متحد / کمیساریای عالی سازمان ملل متحد برای پناهندگان
اوگاتا در سال 1968 به توصیه فوسای ایچیکاوا، یکی از اعضای زن مجلس شورای ژاپن که از فعالان حق رای زنان در ژاپن از دهه 1920 بود و نظر بالایی به شخصیت اوگاتا داشت، در سال 1968 به نمایندگی ژاپن در سازمان ملل منصوب شد. توانایی اوگاتا در سال 1970 در چندین جلسه مجمع عمومی سازمان ملل متحد نماینده ژاپن بود. علاوه بر این، او از سال 1978 تا 1979 به عنوان فرستاده فوق العاده و وزیر تام الاختیار برای ماموریت دائم ژاپن در سازمان ملل، و به عنوان رئیس هیئت اجرایی یونیسف خدمت کرد. در سال 1990 به عنوان رئیس کمیساریای عالی پناهندگان سازمان ملل (UNHCR) منصوب شد. او اولین زنی بود که به عنوان رئیس کمیساریای عالی پناهندگان سازمان ملل منصوب شد. او دانشگاه سوفیا را ترک کرد تا سمت جدید خود را در UNHCR آغاز کند. دوره فرضی او در کمیساریای عالی پناهندگان سازمان ملل تنها سه سال بود که دوره باقی مانده سلف او بود که تنها پس از یک سال آن را ترک کرده بود، اما او همچنان به کار خود ادامه داد. او دو بار (در نوامبر 1993 و در سپتامبر 1998) مجدداً انتخاب شد و بیش از یک دهه تا سال 2001 خدمت کرد. او به عنوان رئیس کمیساریای عالی پناهندگان سازمان ملل، استراتژی های موثری را اجرا کرد و به پناهندگان بی شماری کمک کرد تا از ناامیدی فرار کنند، از جمله پناهندگان کرد پس از جنگ خلیج فارس، پناهندگان در جنگ های یوگسلاوی، پناهندگان در نسل کشی رواندا، و پناهندگان افغان از جمله قربانیان جنگ سرد. در مواجهه با آوارگان کرد در مرز بین ترکیه و عراق، اوگاتا مأموریت کمیساریای عالی پناهندگان سازمان ملل متحد را گسترش داد و شامل حمایت از آوارگان داخلی (آوارگان داخلی) شد. او یک رهبر عملی بود که نیروهای نظامی را در عملیات های بشردوستانه مستقر کرد، به عنوان مثال در محاصره سارایوو، عملیات حمل و نقل هوایی با همکاری برخی از نیروهای هوایی اروپایی در طول جنگ بوسنی. در طول این دوره، بودجه و کارمندان کمیساریای عالی پناهندگان سازمان ملل بیش از دو برابر شد. مهارت‌های فوق‌العاده مذاکره و جثه کوچک او باعث شد که او لقب "غول کوچک" را به خود اختصاص دهد.
پس از رهبر کمیساریای عالی پناهندگان سازمان ملل، در سال 2001، او رئیس مشترک کمیسیون امنیت انسانی سازمان ملل شد.
دولت ژاپن / رئیس جایکا
در سال 2001، پس از حملات 11 سپتامبر، او به عنوان نماینده ویژه نخست وزیر ژاپن در امور کمک های بازسازی به افغانستان منصوب شد.
دولت کویزومی در اوایل سال 2002 با اوگاتا به عنوان کاندیدای جایگزینی ماکیکو تاناکا به عنوان وزیر خارجه ژاپن رفت، اما اوگاتا از پذیرش این سمت خودداری کرد. اگرچه اوگاتا علناً در مورد امتناع خود توضیحی نداد، کونیکو اینوگوچی به نیویورک تایمز گفت که اوگاتا «از این که اوگاتا به عنوان یک نشانه یا چهره‌پردازی استفاده شود متنفر است، زیرا او در تمام زندگی‌اش برای وضعیت زنان جنگیده است و به کسی کمک نمی‌کند. که سعی می کنند از او برای اهداف سیاسی خود استفاده کنند. سال بعد، با بازگشت به توکیو، دولت ژاپن او را به عنوان رئیس آژانس همکاری بین المللی ژاپن (جایکا) در 1 اکتبر 2003 منصوب کرد. گزارش شد که مقامات جوان جایکا حتی قبل از انتصاب رسمی، تمایل شدید خود را برای رهبری او ابراز کردن، او جایکا را با تاکید بر ایده‌های حوزه‌ها و امنیت انسانی رهبری کرد. او پروژه‌های صلح‌سازی را در افغانستان و میندانائو ساخت. با کمک، تحت رهبری او جایکا در سال 2008 به بزرگترین سازمان کمک های دوجانبه در جهان تبدیل شد. آکیهیکو تاناکا جانشین او شود. او در 27 نوامبر 2014 عضو شورای مشورتی قانون کاخ سلطنتی بود. این شورا ارگان مشاوره خصوصی نخست وزیر وقت جونیچیرو کویزومی بود که به دفتر کابینه تعلق داشت. شورا از 25 ژانویه 2005، 17 بار برای بحث در مورد بحث جانشینی ژاپن و قانون خانوار سلطنتی تشکیل جلسه داد. در 24 نوامبر 2005، توصیه شورای مشورتی شامل حق اعضای زن بر تاج و تخت، از جمله حق تعمیم به دودمان زن، و گسترش نسل اولیه به اعضای زن خانواده امپراتوری بود. هم دانشگاه اوگاتا و هم ملکه میچیکو دانشگاه قلب مقدس است.
در 17 آوریل 2012، وزیر امور خارجه، کوئیچیرو گنبا، در 17 آوریل 2012، یک "پذیرایی برای احترام به کمک های خانم ساداکو اوگاتا به کشور ما و جامعه بین المللی" در توکیو برگزار شد. نخست وزیر یوشیهیکو نودا سخنرانی کرد. او گفت: "به دلیل زلزله و سونامی توهوکو در سال 2011، پیشنهاد کمک به ژاپن از بیش از 160 کشور و بیش از 40 سازمان بین المللی به دستاوردهای خانم ساداکو اوگاتا بی ربط نبود. اوگاتا در بنیاد Sergio Vieira de Mello شرکت داشت.

## نقل و قول ها
"اگر ما وضعیت اسفناک پناهندگان یا بار کشورهایی را که آنها را پذیرفته اند نادیده بگیریم، می ترسم در خشونت های مجدد هزینه سنگینی بپردازیم. باید فوراً شرایطی فراهم شود تا پناهندگان بتوانند به کشور بازگردند و در صلح و مدارا زندگی کنند. در کشور خودشان." - سخنرانی پذیرش مدال آزادی، 4 ژوئیه 1995

## زندگي شخصي
در سال 1960، او با شیجورو اوگاتا (1927–2014)، پسر تاکتورا اوگاتا، که همچنین یکی از مقامات بانک ژاپن بود ازدواج کرد و سپس مدیر اجرایی آن شد. او پس از ازدواج نام خود را از ساداکو ناکامورا به ساداکو اوگاتا تغییر داد. او یک پسر (آتسوشی اوگاتا، کارگردان سینما) و یک دختر دارد. اوگاتا در 22 اکتبر 2019 در سن 92 سالگی درگذشت.

## افتخارات

### تزئینات ژاپنی
- شخص افتخار فرهنگ ۲۰۰۱
- نشان افتخار فرهنگ ۲۰۰۳

## مرگ
ساداکو اوگاتا در ۲۲ اکتبر ۲۰۱۹، در سن ۹۲ سالگی درگذشت.